# 盖约·格拉古
盖约·塞姆普罗尼乌斯·格拉古（Gaius Sempronius Gracchus，前155年—前121年）是公元前二世纪的一位罗马政治家，同时也是改革者提比略·塞姆普罗尼乌斯·格拉古的弟弟。他于公元前123年和前122年担任保民官一职，试图继承他兄长的事业进行改革，这导致了一次宪法危机，还有他本人的死。公元前121年，他为罗马元老院派来的军队逼迫而死。

## 家庭背景
盖约·格拉古出生于一个拥有浓厚参政传统的家庭，属于克劳迪氏族。他的父亲老格拉古在公元前二世纪是一个有权势的罗马人，在西班牙立下赫赫戰功。母亲则是大西庇阿的女儿科尔内利亚·阿非利加娜。科尔内利亚美貌非常，曾经被埃及王托勒密八世追求过。格拉古兄弟与克劳迪氏族和西庇阿家族都有联系。
盖约比提比略·塞姆普罗尼乌斯·格拉古小十四岁。他受他兄长的改革思想和兄长的惨死于元老院暴徒之手等事情的触动。普鲁塔克记载：正是他所遭受到的痛苦鼓励他无惧地畅所欲言，也同样是他所遭受的痛苦促使他无时不刻都在哀悼他哥哥所遭到的命运。 毫无疑问，公正的改革损害了那些应当为他的哥哥的死负责的人的利益。

## 公元123年前的政治生涯
盖约的政治生涯最早开始于在公元前133年，在他哥哥组织的三人土地委员会中担任一个职务。后来在前126年，他被人民选为撒丁岛省的财务官。他支持了C·帕皮里乌斯·卡波和M·弗尔维阿斯·弗拉科斯两人的改革。他的演讲水平和他与他兄弟的改革之间的关系导致元老贵族试图挑出他的明显错误或者指责他严重夸大事实。但他很轻松的撇清了这些指责，在公元前123年，他当选为保民官。

## 盖約·格拉古改革
小格拉古的改革面比大格拉古大得多。也许是被他哥哥的命运所影响，他最早的改革便是指向司法系统。他首先攻击元老院已经开始的土地丈量，在执政官波皮利阿斯的领导下，在132年，一个特别法庭被设立以死刑处置格拉古党人。那一个没有被人民同意设立的死刑法庭，现在被宣布为非法。那位执政官也遭到了流放。公民大会同意了他对司法系统的进一步改革以审查元老贵族对于他们同一阶级所犯威逼勒索罪行的包庇行为。这样，反勒索罪法庭被改革派操纵以专注于打击勒索行为。就在这样的状况下，《关于搜刮钱财罪的阿基利乌斯法》就这样被颁布以维护骑士阶级的利益，具体的来说，这部法律重写了司法步骤，使之有利于骑士阶级。
在经济上，盖约继承了哥哥的衣钵，并走得更远。他向普通公民提供了更多福利使得他们的工资得以降到雇主可以接受的程度。此外，这位保民官计划建立更多海外殖民地以安置数以千计的平民。在他的呼吁下，公民大会通过粮食法（Lex Frumentariato）要求国家从北非和西西里进口并批量储存粮食使得所有罗马公民的以每月以低价购入它们。此外，这位保民官规划了宏伟的意大利道路系统蓝图以促进交流和贸易的发展，并要求设立监察员来防止税吏的贪污。
至于政治方面，盖约最具有远见的建议就是所谓的特许公民权（'franchise bill'）, 这项措施将把罗马公民权的范围推广到所有拉丁公民，并且将拉丁公民权给予所有意大利同盟者。然而，这项提议被拒绝了。因为那些短视的罗马平民并不想把来自于公民权的利益，那些廉价的谷物和娱乐，与他人分享。 这一举措的未被采纳在一定程度上导致了灾难性的同盟战争 。

## 元老院的反应和盖约悲剧性的死
当小格拉古在公元前122年连任保民官后，元老院开始反对他的改革,他们利用另一位保民官马尔库斯·李维·德鲁苏斯通过向人民大肆许诺来反对格拉古改革。当盖约提议建立两个新的殖民地时，德鲁苏却宣布要建立12个。与此同时，对特许公民权的广泛反对使得元老院得以破坏盖约的群众基础。由于群众基础的缺失，他没有成功连任保民官。此外，盖约的一个政敌卢基乌斯·欧皮米乌斯在公元121年被选为执政官，意味着盖约的改革措施将要付之东流。
欧皮米乌斯废除盖约提出的法案那天，在卡皮托尔山上双方的支持者发生了一场冲突，欧皮米乌斯的一位侍从被杀。这为欧皮米乌斯的下一步行动提供了借口。第二天，元老院便通过了元老院終極議決，元老院的军队迅速出动以进攻格拉古的追随者。其中就包括已经占领了阿文廷山的前任执政官M·弗尔维阿斯·弗拉科斯。盖约逃到了雅尼库鲁姆的孚里那的小树林，他要求贴身奴隶把自己杀死。弗拉科斯则遭到逮捕并处以死刑。三千名改革的追随者被抓住处死，鲜血染红了台伯河。